# Ernesto’s Island
Ernesto’s Island ist ein Roadmovie von Ronald Vietz, das im November 2022 beim Festival des deutschen Films seine Premiere feierte und im Mai 2023 in die deutschen Kinos kam. Im Film begibt sich ein von Max Riemelt gespielter Ostberliner nach Kuba, um nach dem Tod seiner Mutter deren Asche auf den Cayo Ernesto Thälmann zu bringen.

## Handlung
Der aus Ost-Berlin stammende Matthias arbeitet in einer Werbeagentur in der neuen gemeinsamen deutschen Hauptstadt und lebt ein recht einsames Singleleben. Eines Tages jedoch stirbt seine Mutter, eine überzeugte Sozialistin, und er erhält eine Urne. Er soll ihre Asche an einem besonderen Ort verstreuen und muss sich hierfür auf das Cayo Ernesto Thälmann, auch Ernesto’s Island genannt, begeben. Die unbewohnte Insel vor Kuba hatte Fidel Castro einst der DDR geschenkt, und seine Mutter hatte in dem Land gelebt. Einen Teil seiner Kindheit verbrachte auch Matthias dort.
Matthias hängt in seiner Arbeit fest und fühlt sich im Westteil der Stadt ein wenig deplatziert. Auch sein Freund Sascha bemerkt, dass sein Leben leer und seelenlos erscheint, als er ihn überraschend in seiner Wohnung besucht. Gemeinsam wollen sie die Asche der Mutter einfach in die Spree kippen, doch bei dem Versuch fällt die gesamte Urne ins Wasser. Nachdem ihm die Urne von der Polizei zurückgebracht worden ist und man ihn daran erinnert hat, dass er 14 Tage Zeit für deren fachgerechte Bestattung hat, fliegt er nach Kuba.
Dort angekommen erzählen ihm Einheimische von den Schwierigkeiten, ein Boot zu bekommen, mit dem man vom Festland nach Cayo Ernesto Thälmann kommen kann. Sofia, eine Kellnerin in einer Bar, die ein wenig Deutsch spricht, nimmt den völlig betrunkenen Matthias mit nach Hause. Weil sie das Geld braucht, erklärt sie sich bereit, ihm auf die Insel zu helfen. Zuerst müssen sie jedoch die Küste erreichen, besorgen ein Auto und fahren los.

## Ernesto’s Island

„Ernesto’s Island“ gehört zur Provinz Matanzas und liegt etwa 25 Kilometer westlich der Schweinebucht

Ernesto’s Island gibt es wirklich. Bei einem Staatsbesuch in der DDR im Juni 1972 benannte Fidel Castro eine kleine, 300 Meter breite und 20 Kilometer lange Insel in der Schweinebucht in einem Akt der Freundschaft in Cayo Ernest Thaelmann um. Zwei Monate später wurde dort eine Büste Ernst Thälmanns enthüllt. Es handelte sich jedoch nicht um Staatseigentum der DDR, und die Insel wurde nie zu einem Ferienparadies und geriet in Vergessenheit.
Cayo Ernest Thaelmann liegt etwa 25 Kilometer westlich der Schweinebucht vor der Südküste der Provinz Matanzas, zu der die Insel verwaltungsrechtlich auch gehört. Sie liegt in militärischem Sperrgebiet.

## Produktion
Regie führte Ronald Vietz, der gemeinsam mit Ira Wedel auch das Drehbuch schrieb. Wie sein Protagonist hat auch der 1976 geborene Vietz einen Osthintergrund und wuchs direkt hinter der Berliner Mauer auf. Der fiktionale Dokumentarfilm This Ain’t California, eine Ostberliner Skaterkindheitserinnerung, bei dem er als Produzent und Wedel am Drehbuch mitwirkte, wurde 2011 bei den Internationalen Filmfestspielen Berlin in der Sektion „Perspektive Deutsches Kino“ als bester Film ausgezeichnet. Ernesto’s Island ist sein Regiedebüt.

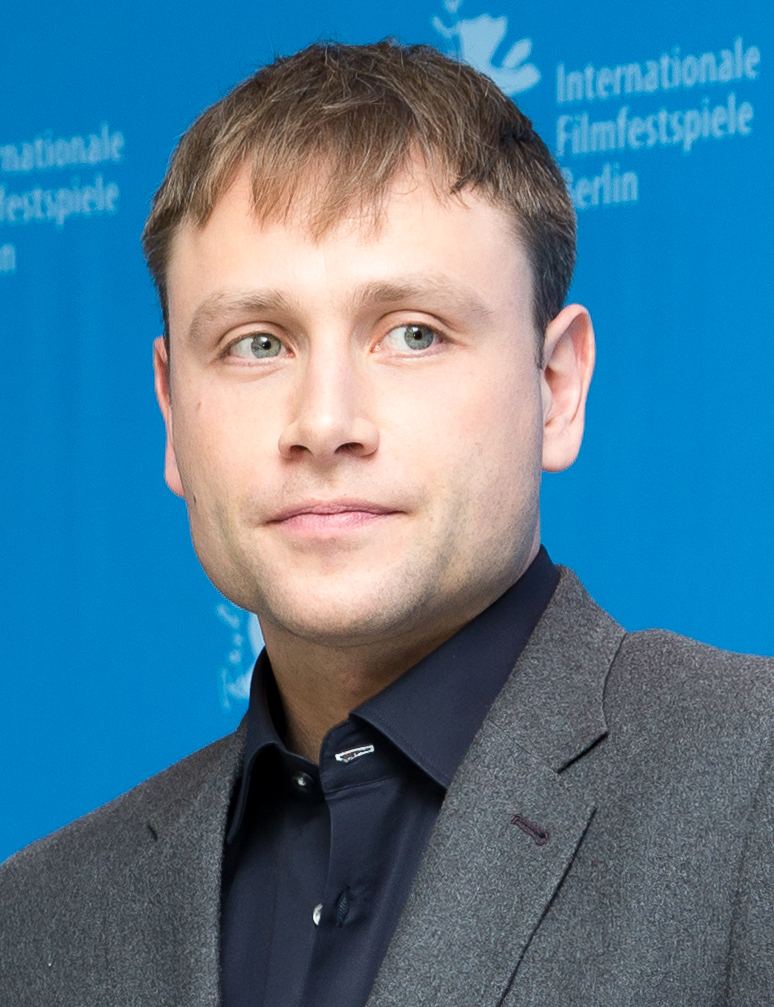
Max Riemelt spielt in der Hauptrolle Matthias

Die Idee für die Geschichte stammt von Vietz. Er schrieb die Charaktere während zwei seiner eigenen Roadtrips nach Kuba. Auch Erlebnisse seines Hauptdarstellers Max Riemelt während einer gemeinsamen, zweiwöchigen Reise vorab, bei der dieser die Insel und die Menschen kennenlernte und sich bei dokumentarischen Aufnahmen bereits in seiner Rolle bewegte, flossen in das Drehbuch ein.
Riemelt spielt in der Hauptrolle Matthias. Wie Vietz wurde auch er in Ost-Berlin geboren. Marion Duranona ist in der Rolle der Kellnerin Sofia zu sehen, die Matthias auf Kuba bei seinem Vorhaben hilft. Wolfram Teufel und Anna Amalie Blomeyer spielen die beiden Polizeibeamten, die Matthias die Urne zurückbringen. Oliver Bröcker spielt seinen Freund und früheren Spielkameraden Sascha und Sohn der besten Freundin seiner Mutter. In weiteren Rollen sind Sarah Schubert als Maria und Emiko Gejic als Tara zu sehen.
Der Film erhielt bereits 2017 vom Medienboard Berlin-Brandenburg eine Produktionsförderung in Höhe von 250.000 Euro.
Die Dreharbeiten fanden in Berlin und zwei Monate lang auf Kuba statt. Als Kameramänner fungierten Daniel Obradovic und Benjamin Raeder. Obradovic war zuvor in dieser Funktion für eine Reihe von Musikvideos verantwortlich, Raeder für mehrere Kurzfilme.
Die Premiere erfolgte im November 2022 beim Festival des deutschen Films. Anfang Mai 2023 wurde der Film beim Filmkunstfest Mecklenburg-Vorpommern gezeigt. Der Kinostart in Deutschland war am 18. Mai 2023. Die Erstausstrahlung im deutschen Fernsehen erfolgte am 7. Juni 2023 bei Arte.

## Rezeption

### Kritiken
Michael Meyns, Filmkorrespondent der Gilde deutscher Filmkunsttheater, schreibt in seiner Kritik, wenn Parallelen zwischen Kuba und der untergegangenen DDR deutlich werden, könnten diese Ausgangspunkt zur interessanten Geschichte eines in der DDR geborenen Menschen sein, der sich in der Gegenwart einerseits im vereinten, kapitalistischen Deutschland sehr gut zurecht findet, andererseits eine gewisse Leere spürt. Dies sei ein klassischer Ausgangspunkt für ein Roadmovie, dem Genre der Selbstfindung schlechthin, das Reisen als Sinnsuche in den Mittelpunkt stellt, an deren Ende im besten Fall ein Moment der Selbsterkenntnis steht. Leider machten Ronald Vietz und seine Koautorin Ira Wedel wenig aus dieser vielversprechenden Ausgangssituation, und allzu schematisch muteten die angedeuteten Gegensätze zwischen dem modernen Deutschland und dem scheinbar in der Vergangenheit feststeckenden Kuba an. Es helfe zudem wenig, dass die Hauptfigur Matthias betont unsympathisch agiert und seine einheimische Reisebegleiterin nur als Mittel zum Zweck wahrnimmt. Ähnlich wie in This Ain’t California versuchten grobkörnige, verwaschene und verwackelte Heim-Videos wie aus längst vergangener Zeit ein Gefühl der Nostalgie evozieren und an eine unbeschwerte Kindheit erinnern, in der das Leben leichter und einfacher schien, wolle diesmal jedoch nicht recht überzeugen: „Viel mehr als Urlaubsbilder einer vermeintlichen Trauminsel zeigt Ernesto’s Island nicht, die Selbstfindung der Hauptfigur bleibt Behauptung, auch wenn am Ende die Asche in der Karibik landet“, so Meyns.

### Auszeichnungen
Festival des deutschen Films 2022
- Nominierung als Bester Film für den Filmkunstpreis
- Nominierung für den Rheingold Publikumspreis (Ronald Vietz)
- Nominierung für den Filmkunstpreis – Drehbuch (Ira Wedel)[3]

Filmkunstfest Mecklenburg-Vorpommern 2023
- Nominierung im Spielfilmwettbewerb[8]